# Падилья, Педро де
Педро де Падилья (исп. Pedro de Padilla; 1540, Линарес — после 1599, Мадрид) — испанский поэт эпохи Возрождения.
Был большим другом Мигеля Сервантеса, посвятив ему несколько своих стихотворений, учился в университете Гранады и участвовал в поэтических состязаниях с другими поэтами Андалузии; некоторые свои стихи написал под псевдонимом «Линарио». 6 августа 1585 года принял монашеский постриг, присоединившись к монастырю ордена босых кармелитов в Мадриде, где прожил до конца жизни, посвятив себя проповедям и написанию духовных сочинений. Известно, что в 1599 году он был ещё жив; в последние годы жизни был книжным цензором.
Оставил разнообразное и высоко ценившееся как современниками, так и потомками поэтические наследие: от сонетов и пасторальных стихов до баллад, в которых прославляются подвиги испанской армии во время войны во Фламандии. Уже в XVIII веке считался классиком испанской поэзии. Более всего известен как автор сборника лирических стихотворений «Romancero». Этот сборник включает в себя 63 больших романса, половина которых носит исторический характер и повествует о разных выдающихся событиях испанской истории. Ему принадлежат также «Eglogas Pastorales» (1582), «Glosas, villancicos» и «Lettrilas», написанных также в чисто кастильском духе. Другие стихотворения, согласно ЭСБЕ, «менее ценны, так как в них больше подражательности итальянским образцам». Известна также его работа «Jardino Espiritual» — сборник духовно-лирических стихотворений; как и большая духовная поэма в 10 песней октавами «Grandeza у Excelencias de la Virgen Nuestra Señora», считается не слишком удачным его произведением.